# Planes (film)
Pour les articles homonymes, voir Planes et Les Avions.
Série Planes
Cars 2
(2011) Planes 2
(2014)
Pour plus de détails, voir Fiche technique et Distribution.
Planes ou Les Avions au Québec (Planes) est le 127e long-métrage d'animation des studios Disney, réalisé par Klay Hall et sorti en 2013. Bien que n'étant pas produit par Pixar, c'est un film dérivé d'une franchise de Pixar, Cars. C'est aussi le premier volet d'une duologie, qui se poursuit avec Planes 2 en 2014.
Le film suit Dusty Crophopper qui est un petit avion dont le quotidien est routinier : avion épandeur, il pulvérise des pesticides sur les récoltes. Dusty n'a qu'un seul souhait : faire de la compétition et voler parmi les avions les plus rapides dans le « Grand Rallye du Tour du Ciel ». Mais Dusty n'a aucune connaissance et surtout, il a le vertige. Il demande à Skipper, un avion retraité, ancien as de l’aéronavale, de l'entraîner en vue des éliminatoires. Qualifié, Dusty rêve à présent de défier sur son terrain le tenant du titre et champion toute catégorie, Ripslinger.

## Synopsis

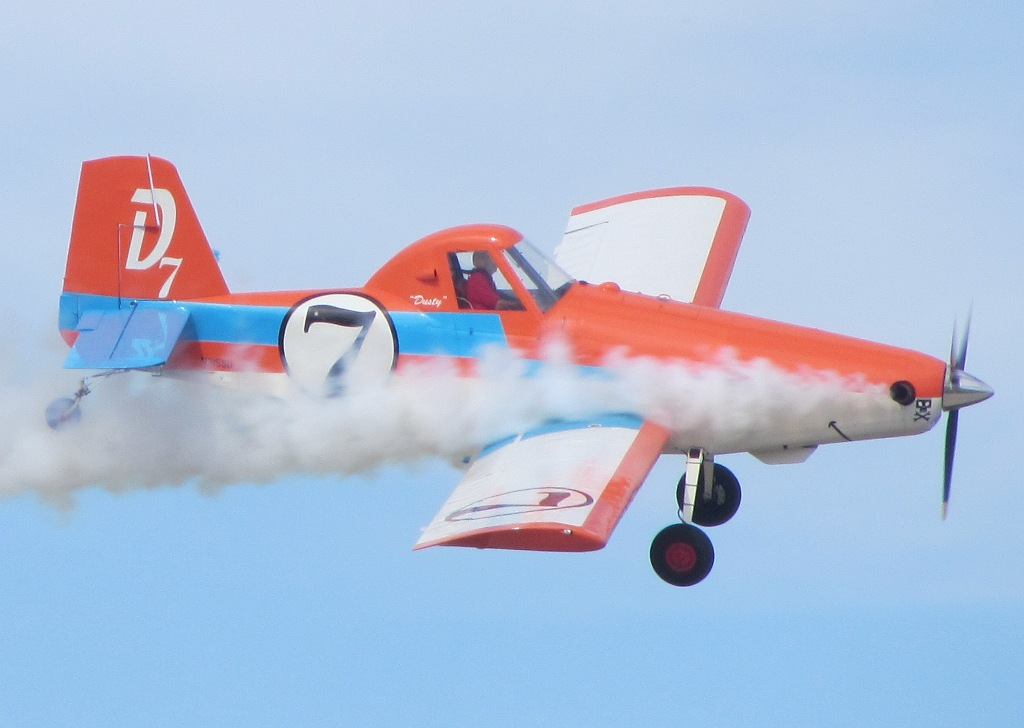
Aéronef Air Tractor AT-400 décoré à la manière de Planes lors du meeting aérien d'Oshkosh en 2013.

Dusty Crophopper est un jeune épandeur aérien qui travaille dans un champ de maïs et pratique des manœuvres acrobatiques dans son temps libre, rêvant de devenir un coureur. Ses rêves sont méprisés par son chef, Leadbottom, et son chariot élévateur, Dottie. Cependant, il est soutenu par son ami, un camion de carburant, Chug. Dans la nuit avant les éliminatoires, Dusty demande à un ancien avion de guerre de la marine et âgé nommé Skipper Riley de lui apprendre à bien voler, mais Skipper refuse. Dusty entre dans les qualificatifs, et bien que l'auditoire se moque de lui pour être un outsider, il parvient à les convaincre par ses habiles manœuvres de vol ; Néanmoins, il rate la qualification au score et ne doit son entrée dans la course qu'à la disqualification d'un autre concurrent pour équipement non réglementaire.
Plus tard dans la matinée, Skipper rend visite à Dusty et essaie de le sortir de la course, mais quand Dusty explique qu'il veut prouver qu'il est plus qu'un simple épandeur, Skipper décide de conseiller Dusty sur sa vitesse et son agilité. Pendant son entraînement, Dusty avoue à Skipper qu'il a le vertige. Malgré cela, leur formation continue, et quand elle est terminée, Dusty se rend au meeting de la course à l'aéroport international John F. Kennedy à New York. Là, il fait la rencontre d'un avion mexicain excentrique mais loyal nommé El Chupacabra, qui est tombé amoureux d'une belle coureuse française appelée Rochelle, qui ne s'intéresse pas à lui. Dusty est alors confronté à Ripslinger, l'arrogant et infâme avion 3 fois gagnant, qui l'humilie. Il tombe aussi amoureux d'un avion de course appelé Ishani, qui le soutient. Au cours de la première étape de la course de New York à l'Islande, le refus de Dusty de voler haut l'oblige à terminer à la dernière place.
Au cours de la deuxième étape de la course vers l'Allemagne, Dusty montre une bonne sportivité en sauvant un autre coureur, Bulldog, d'un crash lorsque les yeux de Bulldog sont fermés à cause de l'huile venant de l'une de ses hélices. Dusty gagne le respect de Bulldog mais termine l'étape en dernier une fois encore.
La troisième étape rejoint une base aérienne à Agra en Inde. Après la course, Ishani invite Dusty à voler autour du Taj Mahal et lui conseille de voler à travers l'Himalaya en suivant les voies ferrées lors de l'étape suivante.
Cependant, au cours de la quatrième étape, après avoir traversé un tunnel et avoir évité un train de justesse, Dusty, bien qu'arrivé premier, réalise qu'Ishani lui a donné délibérément de mauvais conseils pour obtenir une nouvelle hélice de Ripslinger, et il l'évite.
La cinquième étape part du Hump (les montagnes entre le Nord-Est de l'Inde et le Sud de la Chine) jusqu'à Shanghai. Au fur et à mesure que la course continue, Dusty parvient à entrer en première place. Plus tard, Dusty parvient à aider El Chupacabra à conquérir Rochelle avec une chanson romantique.
À la sixième étape de la course à travers l'océan Pacifique, les sbires de Ripslinger, Ned et Zed, sous les ordres de Ripslinger, cassent l'antenne de navigation de Dusty. Perdu et en ayant peu de carburant, Dusty atteint miraculeusement l'USS Flysenhower (une référence au port-avion USS Dwight D. Eisenhower (CVN-69)) qui lui permet d'atterrir et de refaire le plein. Sur le porte-avions, Dusty voit un tableau d'honneur mis en place pour l'escadron de Skipper, mais découvre que ce dernier a seulement accompli une mission, ce qui contredit sa réputation antérieure en tant que vétéran de nombreuses batailles. Avant d'avoir pu demander des éclaircissements, il est obligé de décoller pour essayer d'atteindre la côte avant l'arrivée d'une tempête.
Dusty est distrait par ses pensées à propos de Skipper et passe à travers une immense vague, son moteur cale, il tombe à l'eau mais est finalement sauvé. Il est transporté au Mexique auprès de ses amis, mais il est sévèrement endommagé et ne peut plus voler. Skipper a confessé à Dusty qu'il n'a effectivement fait qu'une seule mission dans l'océan Pacifique, où toute son équipe de cadets a été tuée lors d'une attaque contre la marine japonaise. Skipper était le seul survivant, mais déchiré par sa culpabilité, il n'a jamais formé un autre avion ni volé à nouveau. Démoralisé et désorienté, Dusty commence à envisager d'abandonner la course, mais il est encouragé par ses amis, Bulldog, Ishani, et beaucoup de ses nouveaux fans à continuer, et ils font tous don de pièces pour réparer Dusty, ayant désormais un vrai et somptueux aspect de champion.
À la septième étape, se finissant à New York, avec un changement de moteur et le moral restauré, Dusty devient déterminé à continuer la course, mais Ripslinger n'abandonnera pas et complotera pour mettre fin à la carrière de Dusty dans la course « une bonne fois pour toutes ». Lui, Ned et Zed attaquent Dusty, mais ils sont contrariés par Skipper, qui a surmonté sa culpabilité et vient aider Dusty. En essayant de rattraper Ripslinger, Dusty conquiert sa peur des hauteurs lorsque son moteur commence à perdre en puissance, ce qui l'oblige à monter le jetstream. Lui et Ripslinger arrivent à la ligne d'arrivée à New York; Et quand il semble que Ripslinger gagne, son ego le pousse à afficher son meilleur profil, et il ralentit pour faire prendre la pose. Dusty parvient à voler au-dessus de lui et gagne la course pendant que Ripslinger percute des toilettes portatives. Dusty est félicité par ses amis et ses fans, et Skipper le remercie de lui donner la confiance pour voler à nouveau. Il rejoint la marine brièvement en compagnie de Dusty et ils effectuent tous les deux un vol d'honneur ensemble, mettant fin à l'histoire.

## Fiche technique
- Titre original et français : Planes
- Titre québécois : Les Avions
- Réalisation : Klay Hall
- Scénario : John Lasseter, Klay Hall et Jeffrey M. Howard
- Musique : Mark Mancina
- Direction artistique : Ryan L. Carlson
- Animation : Ethan Hurd et Scott Seeto
- Montage : Jeremy Milton
- Production : Traci Balthazor
  - Production exécutive : John Lasseter
  - Production associée : Tony Cosanella et Kip Lewis
- Sociétés de production : DisneyToon Studios, Walt Disney Pictures
- Société de distribution : Walt Disney Pictures
- Budget : 50 millions dollars américains
- Format : couleurs - 1,78:1 - son Dolby Atmos DTS-ES numérique
- Durée : 92 minutes
- Dates de sortie :
  - États-Unis / Canada : 9 août 2013
  - Belgique : 9 octobre 2013
  - France : 9 octobre 2013

## Distribution

### Voix originales
- Dane Cook : Dusty Crophopper
- Stacy Keach : Skipper Riley
- Brad Garrett : Chug
- Teri Hatcher : Dottie
- Carlos Alazraqui : El Chupacabra
- Roger Craig Smith : Ripslinger
- Priyanka Chopra : Ishani
- Julia Louis-Dreyfus : Rochelle
- Cedric the Entertainer : Leadbottom
- John Cleese : Bulldog
- Danny Mann : Sparky
- Sinbad : Roper
- Brent Musbuger : Brent Mustangburger
- Gabriel Iglesias : Ned et Zed
- Colin Cowherd : Colin Cowling
- Olivier Kalkofe : Franz / Von Fliegenhozen
- Val Kilmer : Bravo
- Anthony Edwards : Echo
- John Ratzenberger : Harland

### Voix françaises
- Fred Testot : Dusty Crophopper
- Michel Vigné : Skipper Riley
- Frantz Confiac : Chug
- Marika Duchesnay : Dottie
- Bernard Gabay : El Chupacabra
- Jérémie Covillault : Ripslinger
- Leïla Bekhti : Ishani
- Mélissa Theuriau : Rochelle
- Pascal Casanova : Leadbottom
- Michel Le Royer : Bulldog
- Emmanuel Garijo : Sparky
- Daniel Lobé : Roper

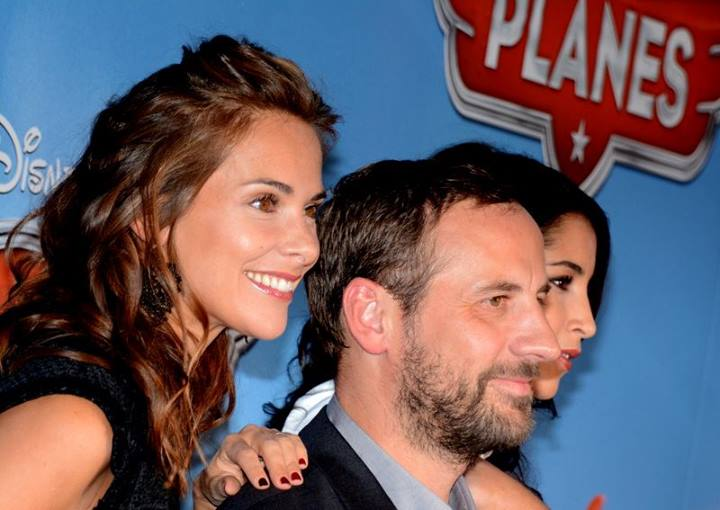
Mélissa Theuriau, Fred Testot et Leïla Bekhti à l'avant-première parisienne du film en septembre 2013.

- Michel Elias : Brent Mustangburger
- Jérôme Pauwels : Ned
- David Kruger : Zed
- Alexandre Cross : Colin Cowling
- Jérémy Prévost : Franz
- Olivier Bouana : Bravo
- François Raison : Echo et Franz / Von Fliegenhozen
- Matthieu Albertini, Olivier Angele, Elsa Bougerie, Agnès Cirasse, Bertrand Dingé, Jérôme Frossard, Jean Rieffel et Gilduin Tissier : voix additionnelles
- Bernard Gabay : soliste Love Machine
- Olivier Constantin et Richard Rossignol : chœurs Love Machine

Source et légende : Version française (VF) sur Allodoublage

### Voix québécoises
- Maël Davan-Soulas : Dusty Crophopper
- Guy Nadon : Skipper Riley
- Benoît Rousseau : Chug
- Catherine Brunet : Dottie
- Frédéric Desager : El Chupacabra
- Frédéric Paquet : Ripslinger
- Magalie Lépine-Blondeau : Ishanie
- Joannie Rochette : Rochelle
- Widemir Normil : Leadbottom
- Sébastien Dhavernas : Bulldog
- Benoit Éthier : Sparky
- Nicholas Savard L'Herbier : Roper
- Tristan Harvey : Brent Mustangburger
- Gilbert Lachance : Ned / Zed
- Renaud Paradis : Colin Cowling
- Martin Watier : Franz / Fliegenhozen
- Patrick Chouinard : Echo
- Alexandre Fortin : Bravo
- Nadia Paradis, Véronique Marchand, Johanne Léveillée, Christian Perreault, François-Simon Poirier, Philippe Martin, Jean-Jacques Lamothe et Charles Préfontaine : voix additionnelles

## Production
En parallèle au film, la société Oscaro a financé une publicité de 8 millions d'euros pour son site de pièces détachées avec un personnage conçue par Disney et diffusée avant le film.
Le 20 juillet 2013, Disney annonce des animations au El Capitan Theatre du 9 août au 18 septembre à l'occasion de la sortie de Planes dont un musée des avions et des spectacles d'oiseaux. Le 13 septembre 2013, Disney et Scandinavian Airlines System s'associent pour promouvoir la sortie du film Planes en Scandinavie.

## Accueil

### Accueil critique
Sur l'agrégateur américain Rotten Tomatoes, le film récolte 26 % d'opinions favorables pour 120 critiques. Sur Metacritic, il obtient une note moyenne de 39⁄100 pour 32 critiques.
En France, le site Allociné propose une note moyenne de 2,1⁄5 à partir de l'interprétation de critiques provenant de 14 titres de presse.

### Box-office
| Pays ou région | Box-office        | Date d'arrêt du box-office | Nombre de semaines |
| -------------- | ----------------- | -------------------------- | ------------------ |
| États-Unis     | 90 288 712 $,     | 19 décembre 2013           | 19                 |
| France         | 1 674 646 entrées | 3 décembre 2013            | 10                 |
| Monde          | 219 788 712 $     | 19 décembre 2013           | -                  |

## Distinctions

### Sélection
- Festival du cinéma américain de Deauville 2013 : sélection hors compétition, sélection « Premières »

### Nominations
- Satellite Awards 2013 : meilleur Blu-ray jeunesse
- Annie Awards 2014 : meilleur storyboard pour un long métrage d'animation pour Jason Hand
- International Film Music Critics Awards 2014 : meilleure musique originale pour un film d'animation pour Mark Mancina
- Golden Reel Awards 2014 : meilleur montage son dans la catégorie « effets sonores, bruitage, dialogue et doublage pour un long métrage d'animation » pour Todd Toon, Rob Nokes, Thomas Whiting, John Roesch, Alyson Dee Moore, Charles W. Ritter, Jeff Sawyer, Odin Benitez et Pernell L. Salinas
- Artios Awards 2015 : meilleur casting pour un long métrage d'animation pour Jason Henkel

## Inspiration
Les personnages du film sont inspirés d'avions réels :
- Dusty : inspiré de différents avions de travail agricole comme le Cessna 188, le Air Tractor AT-501 ou le PZL-Mielec M-18 Dromader
- Skipper Riley : F4U Corsair
- Ishani : AeroCad AeroCanard
- El Chupacabra : Gee Bee R-1
- Ripslinger : inspiré de différents avions de courses comme le Precious Metal (dérivé du P-51 Mustang) ou le Sharp Nemesis NXT
- Zed et Ned : inspirés de l'avion de voltige Extra 300
- Bulldog : De Havilland Comet DH.88
- Leadbottom : Stearman Model 75
- Bravo et Echo : F/A-18 Hornet

La chanson Tere Bina est issue du film indien Guru (2007) réalisé par Mani Ratnam, et composée par A.R. Rahman. Cette ballade amoureuse est originellement dédiée à la mémoire du chanteur pakistanais qawwalî Nusrat Fateh Ali Khan pour célébrer le dixième anniversaire de sa mort.

## Jeu vidéo
Un jeu vidéo est sorti le 3 octobre 2013 sur Nintendo DS, Nintendo 3DS, Wii et Wii U. Il est édité par Disney Interactive Studios.